# 62
| [ Edytuj tabelę ] |                       |
| Król Armenii      | - 60 Tigranes VI 62   |
| Cesarz Chin       | - 57 Han Mingdi 75    |
| Władca Korei      | - 53 T’aejodae 146    |
| Król Nabatei      | - 40 Malichus II 70   |
| Papież            | - 33 Piotr Apostoł 67 |
| Król Partów       | - 51 Wologazes I 78   |
| Cesarz Rzymu      | - 54 Neron 68         |

Rok 62 / LXII
stulecia: I wiek p.n.e. ~
I wiek ~
II wiek

lata: 52 «
57 «
58 «
59 «
60 «
61 «
62
» 63
» 64
» 65
» 66
» 67
» 72

## Wydarzenia
Cesarstwo Rzymskie
- 5 stycznia – trzęsienie ziemi w Pompejach spowodowało znaczne zniszczenia.
- styczeń – Neron rozwiódł się z Oktawią i ożenił z Poppeą.
- 9 czerwca – na rozkaz Nerona została uduszona jego pierwsza żona Oktawia.
- Lukcejusz Albinus prokuratorem Judei.
- Seneka Młodszy zaczął tracić wpływy w Rzymie.
- Ofoniusz Tygellinus został prefektem pretorianów.
- Faustus Korneliusz Sulla Feliks został zabity za rzekome spiskowanie przeciw Neronowi.

## Zmarli
- Dou Rong, chiński generał i polityk (ur. 15 p.n.e.).
- Faustus Korneliusz Sulla Feliks, potomek Sulli.
- Jakub Mniejszy, apostoł.
- Jakub Sprawiedliwy, przyrodni starszy brat Jezusa Chrystusa.
- Oktawia, cesarzowa.
- Pallas, sługa Klaudiusza.
- Persjusz, rzymski poeta (ur. 34).
- Porcjusz Festus, rzymski prokurator Judei.
- Rubeliusz Plaut, syn Julii Heleny (ur. 33).
- Sekstus Afraniusz Burrus, prefekt pretorianów (ur. ≈1).